# Аннвайлер-ам-Трифельс
А́ннвайлер-ам-Три́фельс (нем. Annweiler am Trifels) — город в Германии, в земле Рейнланд-Пфальц.
Входит в состав района Южный Вайнштрассе. Подчиняется управлению Аннвайлер ам Трифельс. Население составляет 6889 человек (на 31 декабря 2010 года). Занимает площадь 39,87 км². Официальный код — 07 3 37 501.

## Подрайоны
- Би́ндерсбах (Bindersbach)
- Грефенха́узен (Gräfenhausen)
- Квайхха́мбах (Queichhambach)
- За́рншталль (Sarnstall)

## Известные персоналии
- В 1842 году в Аннвайлер-ам-Трифельсе родился Ойген Йегер — экономист и публицист.

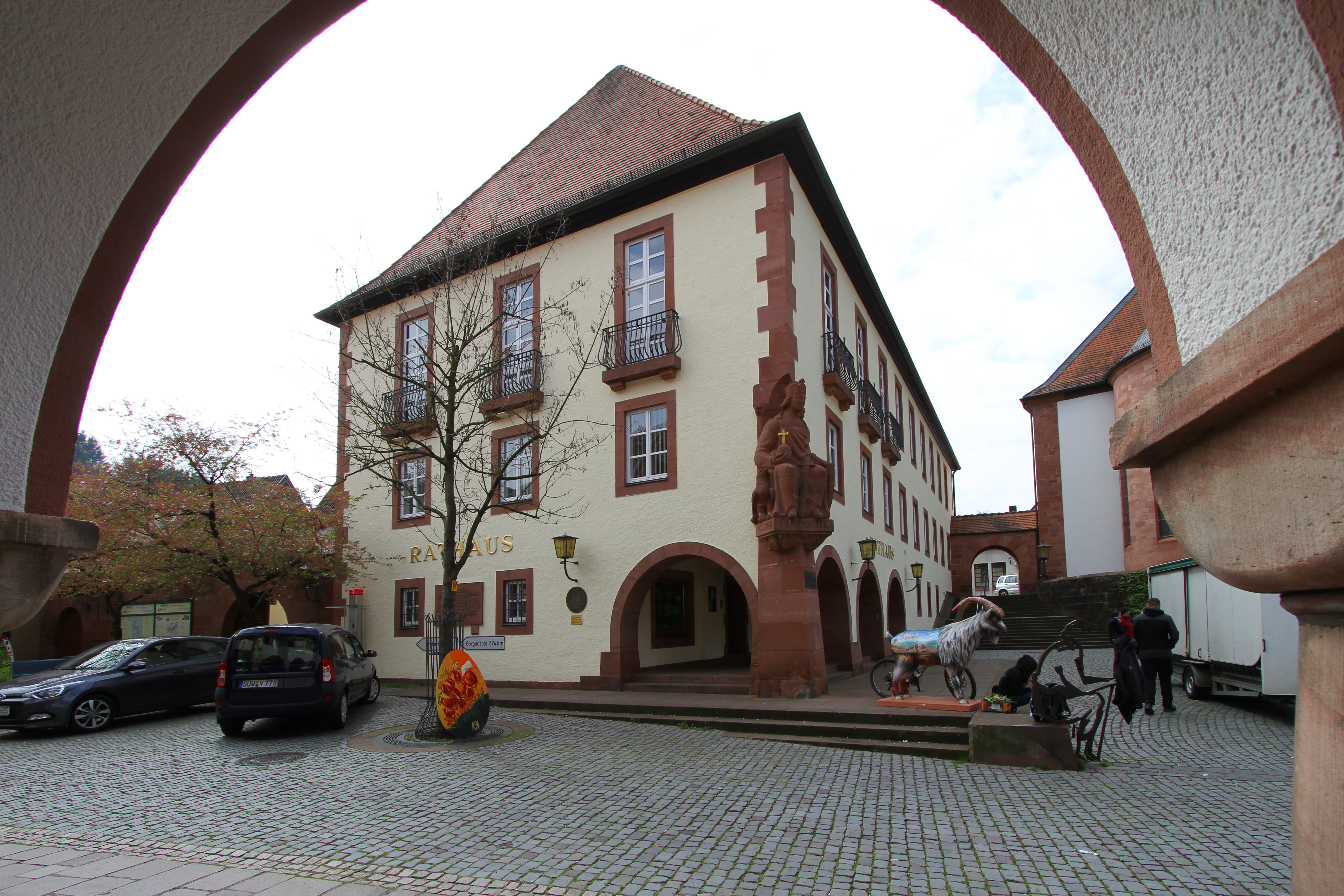
Ратуша
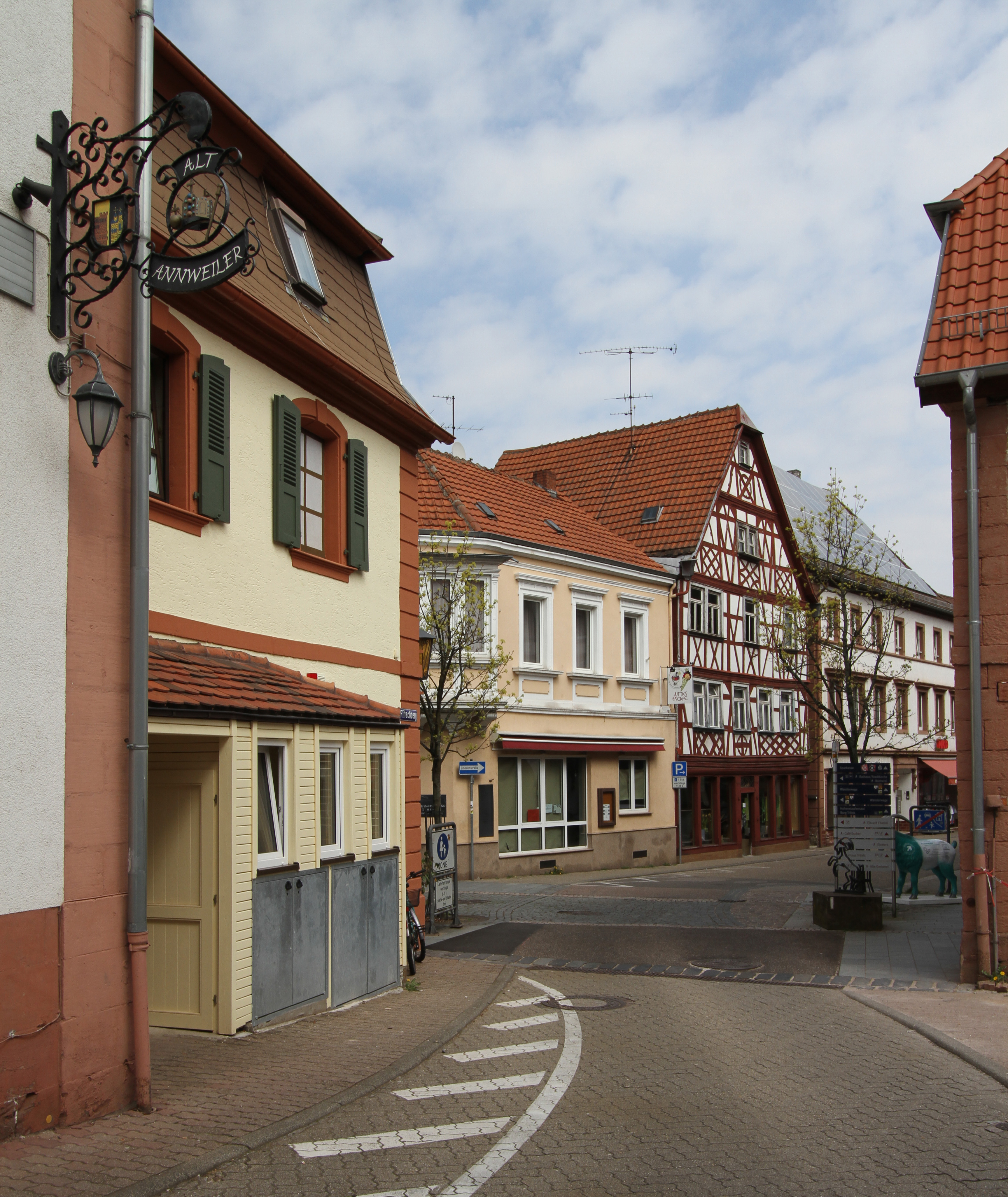
старый город
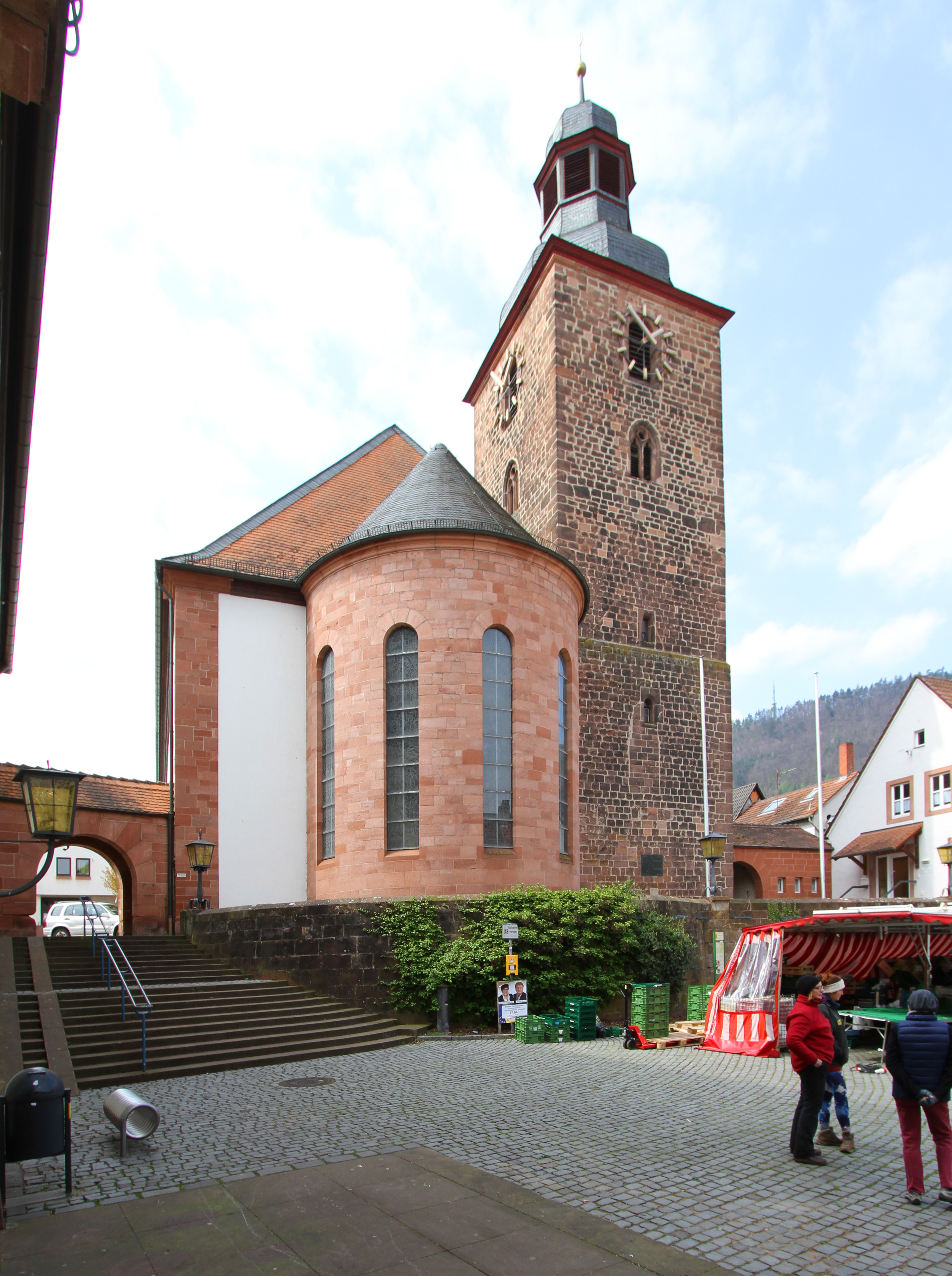
Протестантская церковь
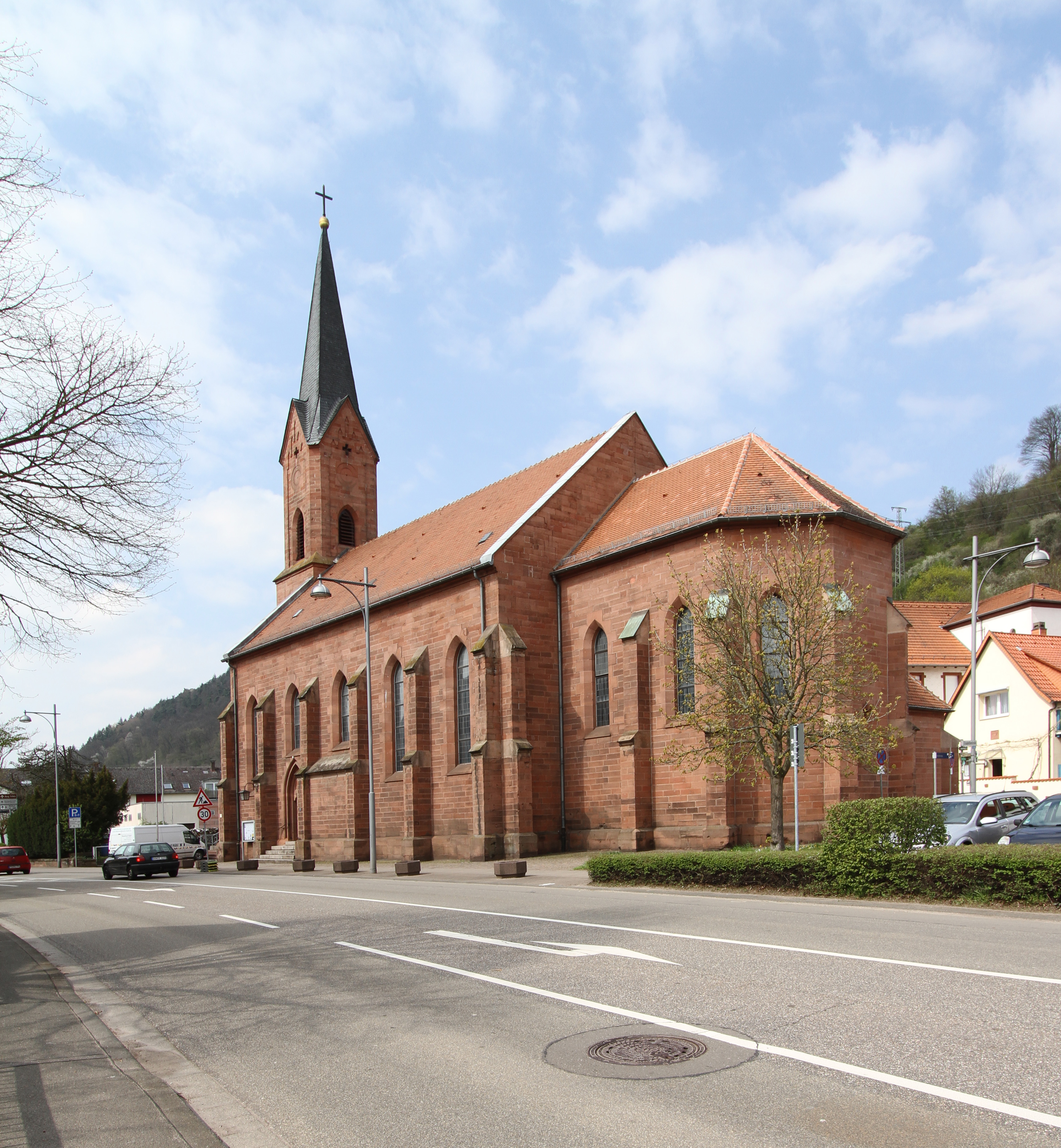
Костёл Святого Иосифа
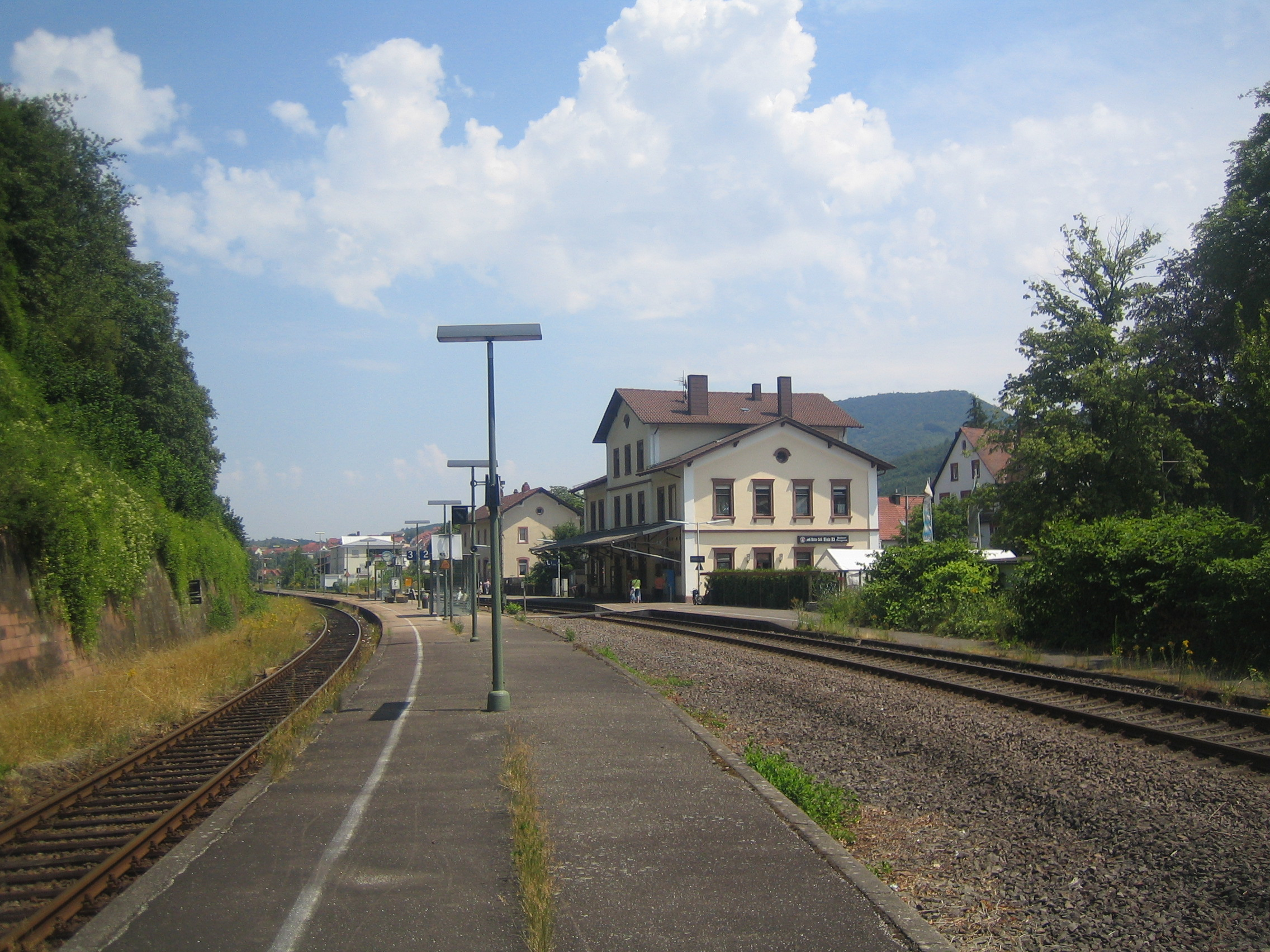
Вокзал